# 帕特里克·库赫琴斯基
帕特里克·库赫琴斯基（波蘭語：Patryk Kuchczyński，1983年3月17日—），波兰男子手球运动员。他曾代表波兰参加2007年、2009年和2011年世界男子手球锦标赛，其中2007年世锦赛获得亚军，2009年世锦赛获得季军。